# THE ANCESTOR
THE ANCESTOR（ジ・アンセスター）は、日本の短編アニメーション映画。
監督である小原正至が一人で手描き制作した作品。主演の声は森山周一郎が務めた。
ショートショートフィルムフェスティバル2018において、ジャパン部門の優秀賞、東京都知事賞を受賞する。
アニメ作品の優秀賞受賞は初となる。
2023年には女優二人芝居、舞台『ANCESTORS』が上演。本編のクロスオーバー作品としてアニメと演劇を交互に上映・上演。
10人5組の女優が本編のアンサー作品を演じた。プロデューサーは林田麻里、広山詞葉。演出は金子貴伸、林田麻里。脚本は
本作品の監督である小原正至が務めた。

## 映画祭・受賞歴
- 2017年
  - 小田原映画祭　ノミネート
  - SKIP国際dシネマ映画祭　ノミネート
  - あきるの映画祭　観客賞
- 2018年
  - 淡路島短編映画祭　上映
  - 蔵の街かどアワード　ノミネート
  - TOKYO月イチ映画祭　グランプリ
  - ショートショートフィルムフェスティバル　優秀賞/東京都知事賞
  - 映画少年短編映画祭　観客賞/グランプリ

## キャスト
- ご先祖様 Ancestor : 森山周一郎
- 子孫 Offspring ： 粟島瑞丸

## スタッフ
- 音楽：別野加奈
- メインテーマ「空気椅子」
- 録音：尾立 昌典
- ヘアメイク：高橋秋人
- 英語字幕：いわかみまるこ、Sameeha Anwar
- 作画・脚本・監督：小原正至